# Цигани в Гърция
Циганите (на гръцки: Γύφτοι) са етническа група в Гърция. На 8 април 2019 г. правителството на Гърция заявява, че техният брой е около 110 000 души. По различни оценки хората с цигански произход в Гърция са между 200 и 300 хил. души, или около 2 – 3 % от населението на страната.

## История

### Произход
Циганите в Гърция произхождат от Северна Индия, вероятно от земите на северозападните индийски щати Раджастан и Пенджаб.